# Южный обход Нижнего Новгорода

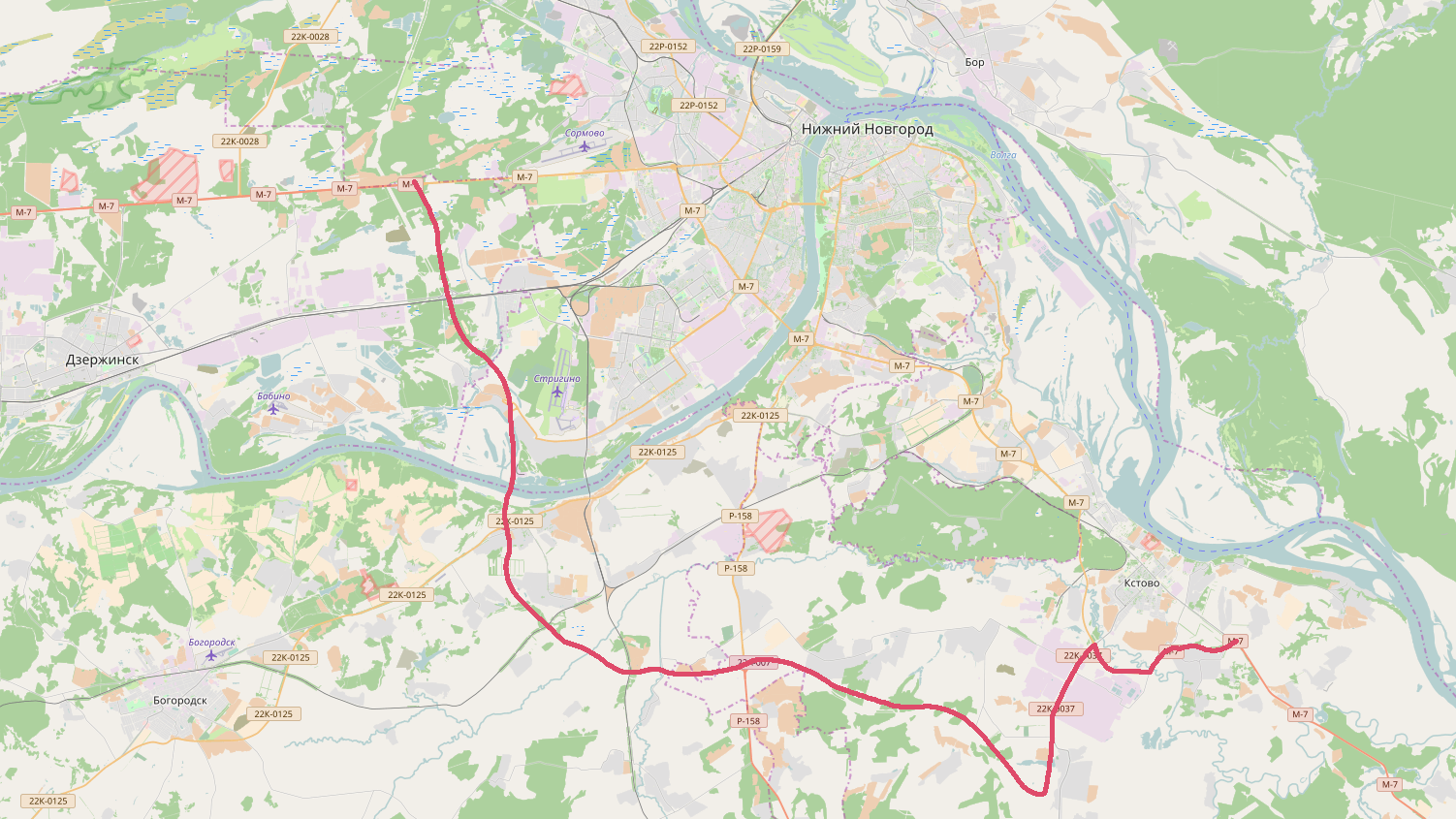
Южный обход Нижнего Новгорода на карте

Южный обход Нижнего Новгорода — участок автодороги М7 и европейского маршрута E 22, проходящий западнее и южнее Нижнего Новгорода. Протяжённость действующих участков — 45,2 км, планируемых к строительству — около 40 км. Представляет собой четырёхполосную автомагистраль с разделительной полосой.
Третья очередь была открыта 14 сентября 2016 года и завершается одним из съездов будущей развязки, который ведёт в сторону объездной дороги города Кстово. Проектом запланировано строительство четвёртой очереди.
Также рассматривается возможность строительства Северного обхода с транспортными переходами через Волгу.

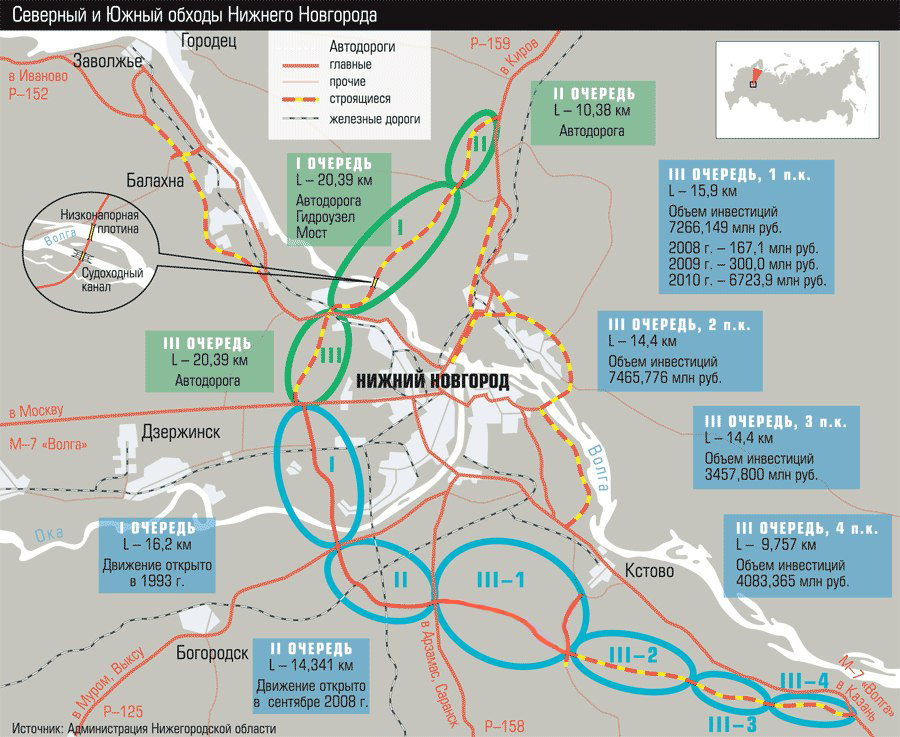
Один из вариантов проекта строительства Северного и Южного обходов Нижнего Новгорода. Зелёным цветом обозначен проект Северного обхода, синим — Южного

## Описание
По уровню исполнения — это автомагистраль с разделительным газоном или металлическими отбойниками, и металлическими отбойниками по краям с высотой насыпи от 12 до 22 м .
На планах, как правило, точка выхода на М7 отмечается южнее Работок — в месте ответвления Р162.

## История

### Первая очередь
Строительство Южного обхода ведётся с 1984 года. Первая очередь длиной 16 км связала М7 (399 км) с Р125. Её строительство велось с 1984 по 1993 год и включало мостовой переход через Оку, две наполовину построенные транспортные развязки на концах и две развязки в средней части пускового комплекса.

### Вторая очередь
Вторая очередь от Р125 до Р158 длиной 14,5 км была построена за 2,5 года. Открыта для автомобильного движения в октябре 2008 года. В рамках второй очереди была полностью достроена транспортная развязка на пересечении с Р125 и частично построена новая развязка с Р158.

### Третья очередь
Протяженность третьего участка — 14,69 км. Стоимость работ составила 8 млрд рублей. Была достроена развязка с Р158 и построен новый участок дороги от объездной города Кстово до запланированной развязки с Южным обходом.
Строительство третьей очереди приостанавливалось из-за недостатка финансирования, обусловленного экономическим кризисом и последующего банкротства подрядчика. В 2009 году на строительство Южного обхода было выделено 1,2 млрд рублей.
В 2010 году по предложению Сергея Иванова началась проработка решения о строительстве третьей очереди с использованием государственно-частного партнерства с последующей организацией платного проезда.
Работы по строительству третьей очереди Южного обхода в 2010—2013 годах осуществлялись только за счёт средств областного бюджета.
В июле 2013 года была достигнута договорённость с федерацией о выделении 5 млрд рублей на завершение строительства 3-й очереди из которых 2,5 млрд рублей поступят в 2013 году в виде кредита на 3 года под 5 % годовых и ещё 2,5 млрд поступят в 2014 году в виде безвозмездной субсидии. Строительство третьей очереди состоит из 3-х пусковых комплексов. На июль 2013 года строительство велось на 2-м пусковом комплексе, до завершения 3-й очереди оставалось ещё 16 км.
К осени 2014 года было подготовлено 12 км земляной насыпи, а на 6 км будущей дороги уложено щебеночное покрытие. Дорогу вокруг нефтеперерабатывающего завода Лукойл-Нижегороднефтеоргсинтез планировалось включить в областную собственность и привести её в порядок. Это позволит организовать выезд с Южного обхода на федеральную трассу М7 «Волга» до начала строительства четвёртой очереди Южного обхода.
В 2014 году прямое финансирование из федерального бюджета составило 770 млн рублей и 870 млн было выделено как бюджетный кредит. В 2015 году по плану было выделено 2 млрд рублей: 1 млрд — прямое финансирование из федерального бюджета, ещё 1 млрд — бюджетный кредит.
К октябрю 2015 года три путепровода были полностью заасфальтированы, готовность ещё трёх искусственных сооружений — эстакады, моста-эстакады и ещё одного моста — составляла 90 %. Было уложено 14 км земляного полотна. На 11 км уложен нижний слой асфальтобетона. Ещё на 4 км дороги уложен щебеночно-мастичный асфальтобетон. Также велись подготовительные работы к установке знаков и устройству отбойного бруса.
В июне 2016 года приступили к установке ограждения и дорожных знаков.
9 сентября губернатор Нижегородской области Валерий Шанцев сообщил, что для всех видов транспорта движение по Южному обходу начнется 14 сентября с 15:00.
Торжественное открытие состоялось 14 сентября 2016 года. В церемонии принял участие Министр транспорта РФ Максим Соколов..
После открытия третьей очереди и до завершения строительства четвёртой транзитный транспорт выводится на объездную дорогу города Кстово.

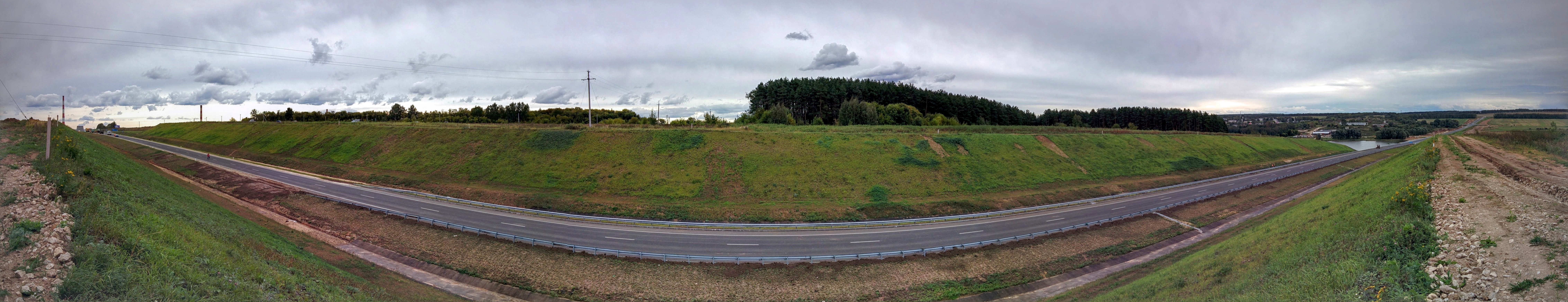
Новый участок дороги Кстово — Дальнее Константиново. Соединяет Южный обход Нижнего Новгорода с объездной дорогой города Кстово. Слева — вид в сторону Лукойл, справа — мост через пруд Шелокшонка. Сентябрь 2016 года.

### Четвёртая очередь
По мере строительства Южного обхода в зависимости от возможностей по финансированию проекта рассматривались различные варианты четвёртой очереди. Её протяжённость то сокращали, то увеличивали. Отчасти это обусловлено тем, что речь идёт о выборе между полной реконструкцией старой двухполосной дороги или о строительстве немного южнее новой спрямлённой магистрали в обход населённых пунктов.
В 2013 году рассматривался вариант возврата к проектированию и строительству 4-й очереди на условиях государственно-частного партнерства.
В 2014 году Валерий Шанцев сообщил, что строительство четвёртой очереди Южного обхода федерация полностью взяла на себя: в этом году планируется провести конкурс на выполнение проектных работ, которые продлятся в течение года, и затем уже начнется строительство дороги. По словам Александра Герасименко, министра транспорта и автомобильных дорог Нижегородской области, протяжённость четвёртой очереди — около 40 км, стоимость — свыше 40 млрд рублей.
В настоящее время ведётся вариантная проработка трассы и увязка с проектом ВСМ Москва — Казань. Проектные работы планируется завершить в 2016 году, после чего проект будет передан на экспертизу.
Согласно одним из озвученных в 2015 году планам четвёртая очередь станет самым протяжённым и затратным участком Южного обхода. Окончание четвёртой очереди запланировано в месте примыкания к М-7 Волга автодороги Работки — Порецкое.
12 декабря 2016 года было объявлено об окончании проектирования 4 очереди Южного обхода. Согласно проекту длина участка составит 36 км, примыкание к М7 должно осуществиться в районе деревни Горяньково. Финансирование предполагается из федерального бюджета. Стоимость 4 очереди пока не разглашается.
В 2019 году был заключен контракт на начало строительства четвёртой очереди обхода Нижнего Новгорода, казанское направление. Длина участка 32 км, ориентировочная стоимость 23 миллиарда рублей. По состоянию на 22 марта 2021 г., строительство двух этапов IV очереди выполнено на 19 %. В октябре работы по 1 и 3 этапам  были выполнены на 50 %. В сентябре 2022 г. готовность оценивалась в 85%.

## Транспорт
По участку первой очереди без остановок проходят маршруты пригородных автобусов № 232 ДК ГАЗ ↔ Богородск, № 126 Дзержинск ↔ Богородск и № 314 Нижний Новгород (Московский вокзал) ↔ Богородск. С 2016 до 2017 год по этому участку проходил маршрут автобуса № 372 Пролетарская (станция метро, Нижний Новгород) ↔ п. Новинки.